# Heisterholz

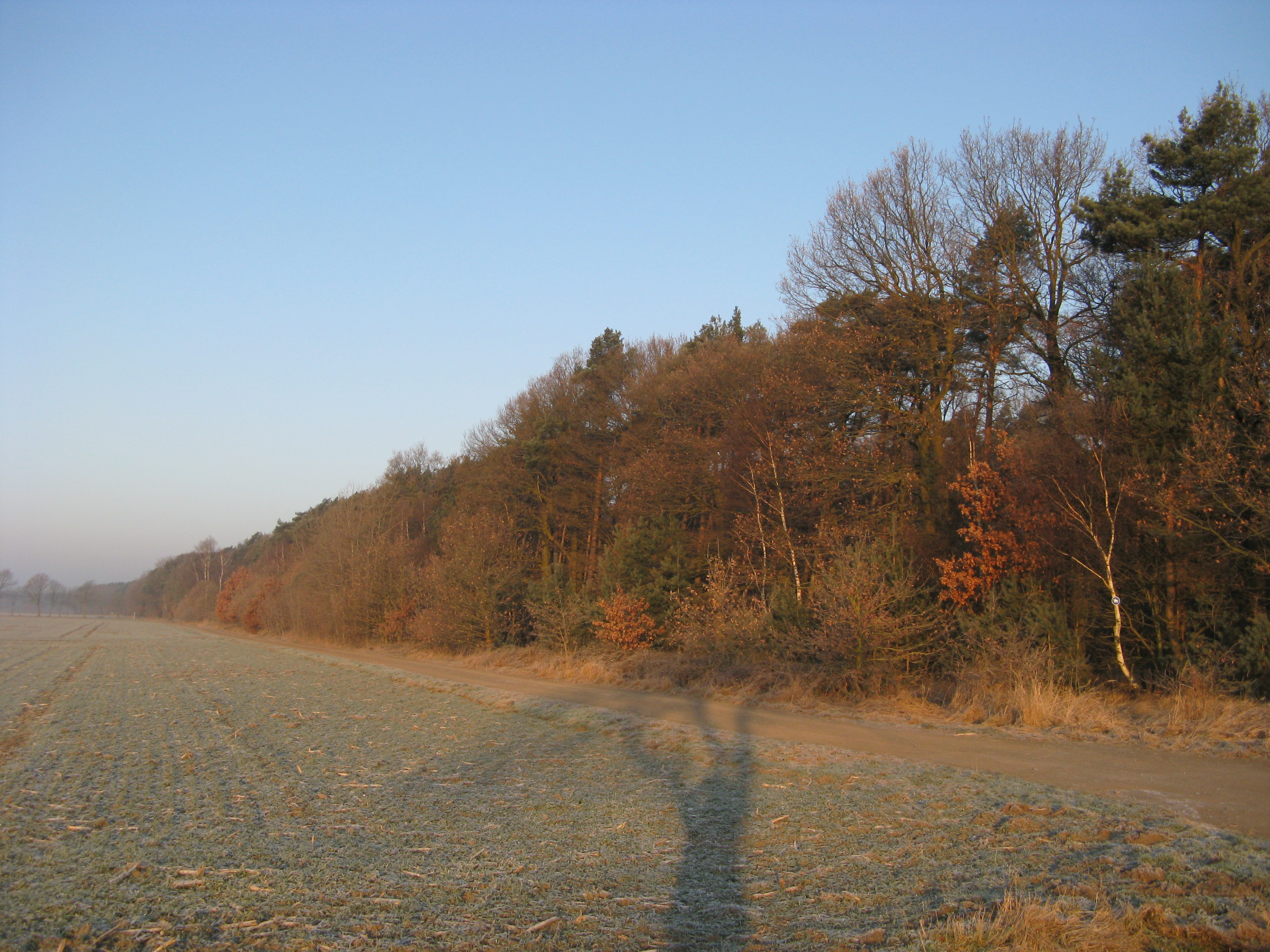
Südlicher Waldrand

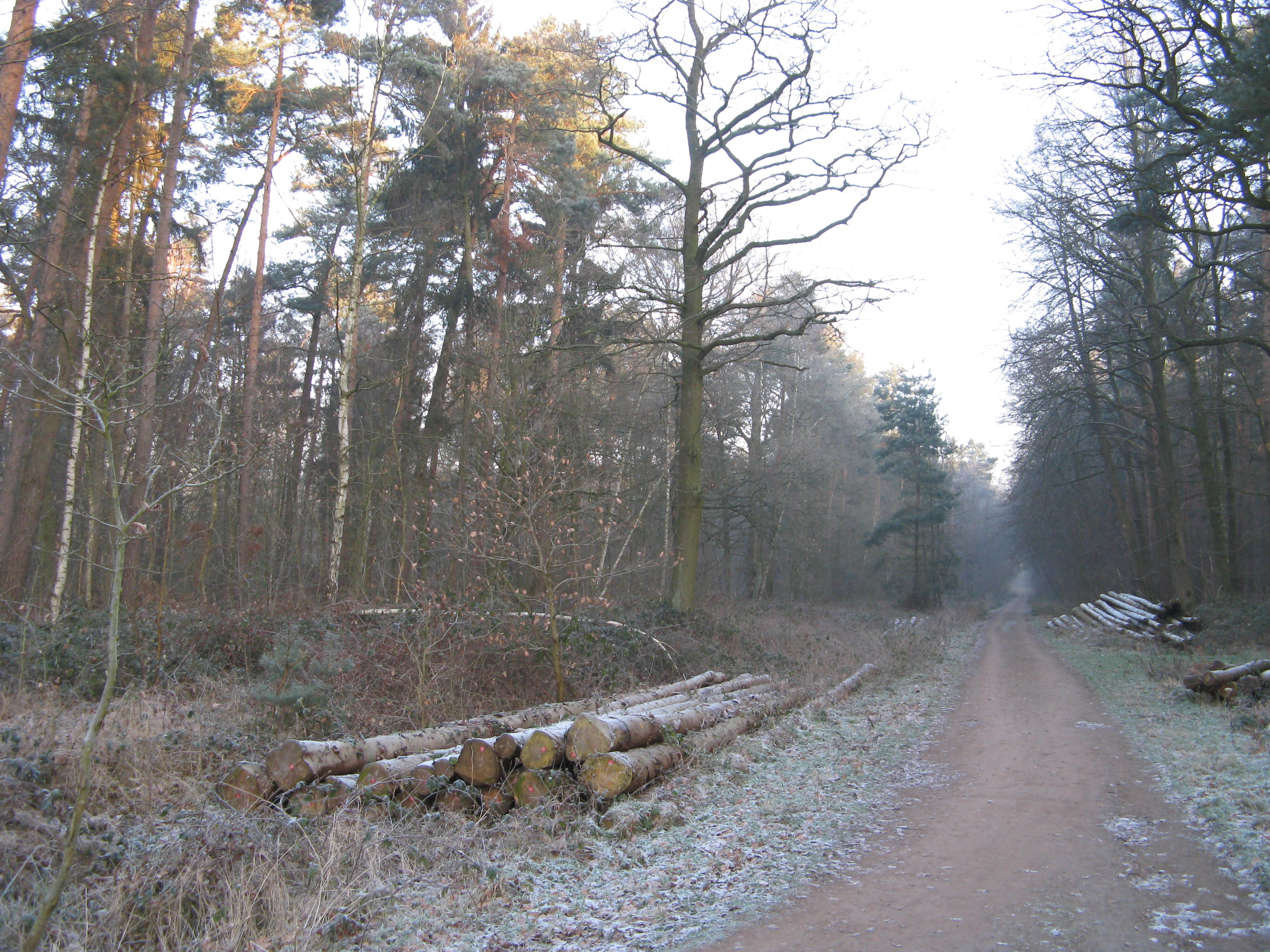
Im Heisterholz

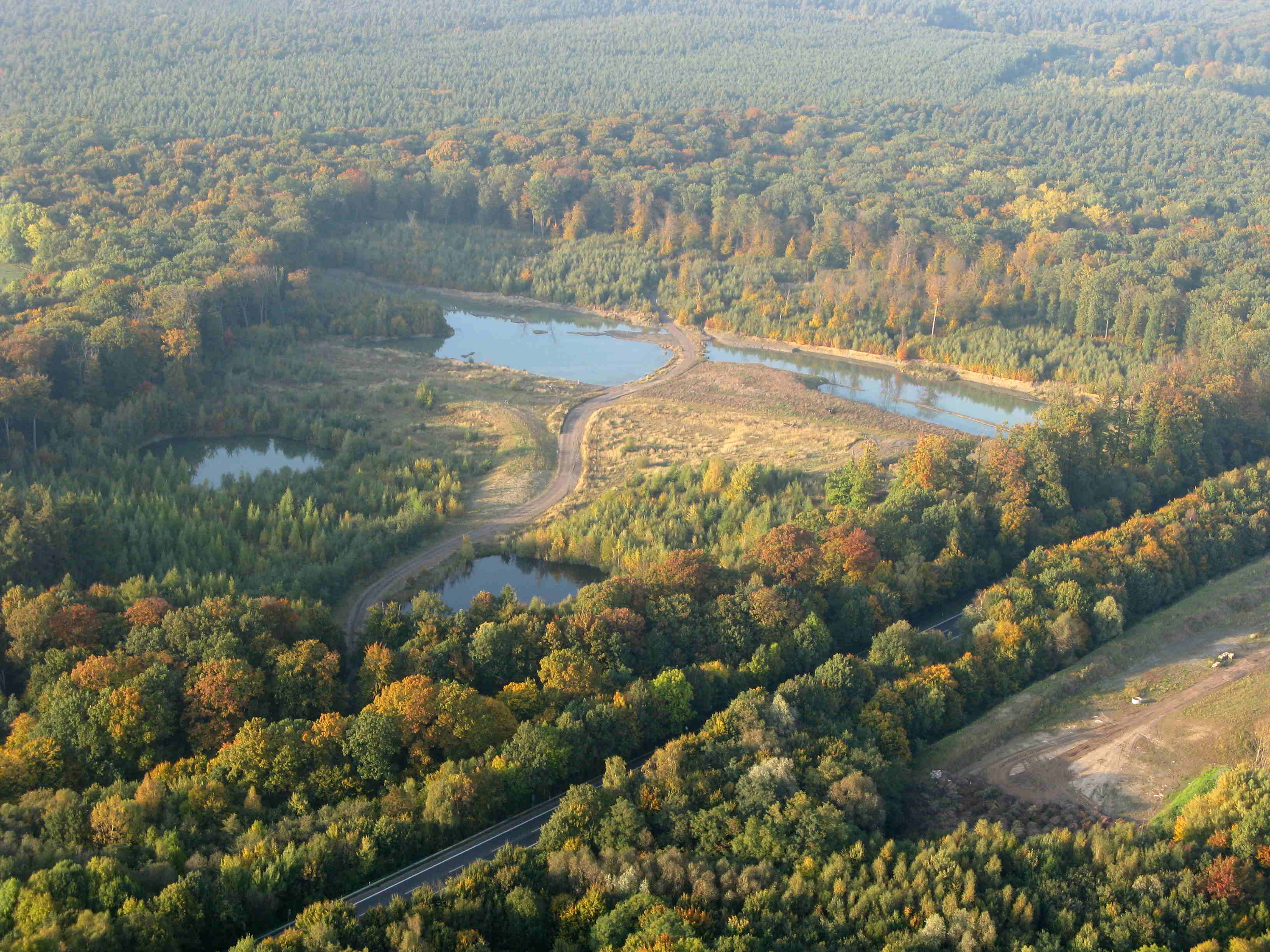
Naturschutzgebiet Heisterholz im Vordergrund NSG Kohbrink

Das Heisterholz ist ein rund 880 ha großes Waldgebiet im Stadtgebiet von Petershagen. Rund die Hälfte des Waldes sind Naturschutzgebiet. Das Naturschutzgebiet ist rund 403 ha groß und wird unter der Bezeichnung MI-064 geführt. Es ist zudem FFH-Gebiet (FFH-Gebietsnummer 3619-301, Größe ca. 467 ha).

## Lage
Es liegt südwestlich des Ortsteiles Petershagen-Kernstadt. Im Osten wird es begrenzt von der Bundesstraße 61 und im Norden von den Landesstraßen L 770 und L 772. Im Westen und im Süden bildet der Waldesrand die Grenze. Das gesamte Naturschutzgebiet liegt im Bereich der Stadt Petershagen. Das Naturschutzgebiet grenzt im Süden an die Naturschutzgebiete Nordholz und Kohbrink, die im Ortsteil Todtenhausen der Stadt Minden liegen. Das Heisterholz bildet zusammen mit den Espelkamper Wäldern (Kleihügel, Gabelhorst), dem Lever Wald, dem Osterwald, der Pohlschen Heide, dem Mindener Wald  einen zwar nicht komplett geschlossenen, doch signifikanten Waldgürtel, der das nördliche Minden-Lübbecker Land im Zuge der Landstraße L770 auf einer Länge von 31 Kilometern durchzieht und im Schaumburger Wald seine Fortsetzung findet.

## Bedeutung
Das Heisterholz liegt im Naturraum der Rahden-Diepenauer Geest und bildet hier einen der größten geschlossenen Waldbereiche mit einem hohen Anteil an Altbäumen. Durch die Unterschutzstellung sollen innerhalb des großflächigen Waldkomplexes die alten Eichenwälder auf Sandböden und die Stieleichen-Hainbuchenwälder sowie die Birken-Stieleichenwälder als Lebensraum für speziell an diese Standortverhältnisse angepasste Tiere und Pflanzen in ihrem Bestand gesichert werden. Naturnahe Quellbereiche, Bachniederungen und Sümpfe bieten Refugien für zahlreiche Pflanzen und Tiere.
Besonders zu schützen sind unter anderem Erlenbruchwälder, Eschen-Erlenwälder, Quellbereiche, Röhrichte und Seggenriede. Zielarten im Gebiet sind vor allem die Vogelarten Mittelspecht und Schwarzspecht sowie der Kammmolch. Der Bereich ist ein Trittsteinbiotop zum nah gelegenen Mindener Wald.
Das NSG Heisterholz ist im Landesentwicklungsplan NRW und im Gebietsentwicklungsplan als Gebiet von landesweiter Bedeutung innerhalb des Biotopverbundes dargestellt. Das geschlossene Waldgebiet steht im Eigentum des Landes Nordrhein-Westfalen.

## Wissenswertes
Das Heisterholz ist der Namensgeber für die ehemalige Tonindustrie Heisterholz, die hauptsächlich Ziegel und Dachplatten produzierte. Das Fußbodenmosaik der Kaiser-Wilhelm-Gedächtniskirche war ebenfalls ihr Produkt.